# Couthures-sur-Garonne
« Couthures » redirige ici. Pour l’article homophone, voir Couture.
Couthures-sur-Garonne est une commune du Sud-Ouest de la France, située dans le département de Lot-et-Garonne, en région Nouvelle-Aquitaine.

## Géographie

### Localisation
Située en rive gauche de la Garonne, dans un grand méandre convexe, la commune se trouve à 67 km au nord-ouest d'Agen, chef-lieu du département, à 9,5 km à l'ouest de Marmande, chef-lieu d'arrondissement et à 5 km à l'est de Meilhan-sur-Garonne.

### Communes limitrophes
Couthures-sur-Garonne est limitrophe de cinq autres communes, dont Jusix et Sainte-Bazeille qui sont sur la rive opposée, rive droite de la Garonne.
Les communes limitrophes sont  Gaujac, Jusix, Marcellus, Meilhan-sur-Garonne et Sainte-Bazeille.
| Jusix               |                       |                   |
|                     | Couthures-sur-Garonne | Sainte-Bazeille   |
| Meilhan-sur-Garonne | Marcellus             | Gaujac (sur 50 m) |

La commune de Gaujac n'est en fait limitrophe qu'en un point terrestre, sur la berge de la Garonne, le reste de la limite étant la demi-largeur du fleuve.

### Climat
Pour des articles plus généraux, voir Climat de la Nouvelle-Aquitaine et Climat de Lot-et-Garonne.
Historiquement, la commune est exposée à un climat océanique aquitain.  
En 2020, Météo-France publie une typologie des climats de la France métropolitaine dans laquelle la commune est exposée à un climat océanique et est dans la région climatique Aquitaine, Gascogne, caractérisée par une pluviométrie abondante au printemps, modérée en automne, un faible ensoleillement au printemps, un été chaud (19,5 °C), des vents faibles, des brouillards fréquents en automne et en hiver et des orages fréquents en été (15 à 20 jours).
Pour la période 1971-2000, la température annuelle moyenne est de 12,7 °C, avec une amplitude thermique annuelle de 15 °C. Le cumul annuel moyen de précipitations est de 819 mm, avec 11,9 jours de précipitations en janvier et 6,7 jours en juillet. Pour la période 1991-2020, la température moyenne annuelle observée sur la station météorologique la plus proche, située sur la commune de Saint-Martin-Curton à 21 km à vol d'oiseau, est de 13,7 °C et le cumul annuel moyen de précipitations est de 867,2 mm,. Pour l'avenir, les paramètres climatiques de la commune estimés pour 2050 selon différents scénarios d’émission de gaz à effet de serre sont consultables sur un site dédié publié par Météo-France en novembre 2022.

## Urbanisme

### Typologie
Au 1er janvier 2024, Couthures-sur-Garonne est catégorisée commune rurale à habitat dispersé, selon la nouvelle grille communale de densité à sept niveaux définie par l'Insee en 2022.
Elle est située hors unité urbaine. Par ailleurs la commune fait partie de l'aire d'attraction de Marmande, dont elle est une commune de la couronne,. Cette aire, qui regroupe 48 communes, est catégorisée dans les aires de 50 000 à moins de 200 000 habitants,.

### Occupation des sols

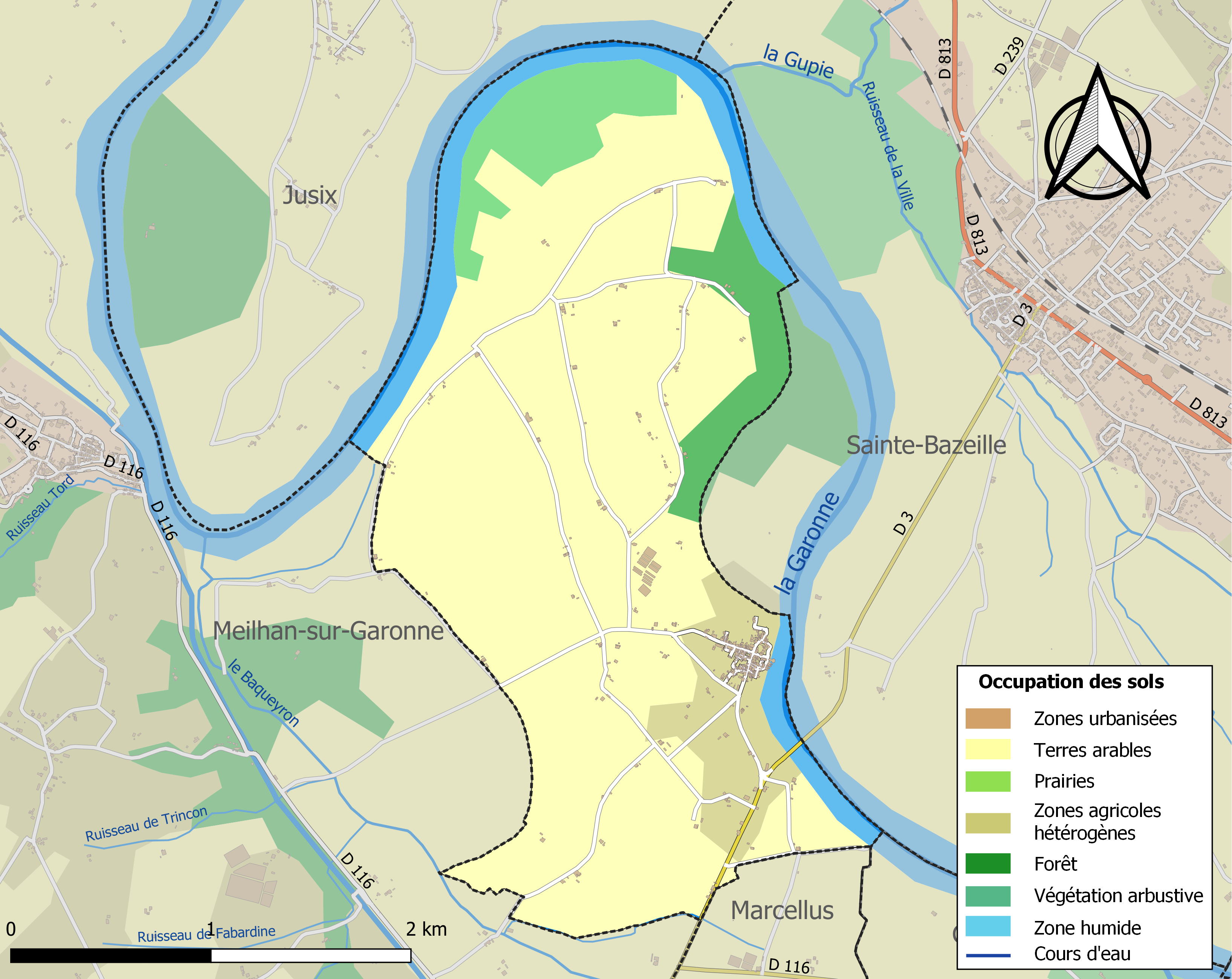
Carte des infrastructures et de l'occupation des sols de la commune en 2018 (CLC).

L'occupation des sols de la commune, telle qu'elle ressort de la base de données européenne d’occupation biophysique des sols Corine Land Cover (CLC), est marquée par l'importance des territoires agricoles (80,5 % en 2018), en diminution par rapport à 1990 (83,9 %). La répartition détaillée en 2018 est la suivante : 
terres arables (73 %), eaux continentales (8,5 %), zones agricoles hétérogènes (7,5 %), milieux à végétation arbustive et/ou herbacée (6,4 %), forêts (4,6 %). L'évolution de l’occupation des sols de la commune et de ses infrastructures peut être observée sur les différentes représentations cartographiques du territoire : la carte de Cassini (XVIIIe siècle), la carte d'état-major (1820-1866) et les cartes ou photos aériennes de l'IGN pour la période actuelle (1950 à aujourd'hui).

### Voies de communication et transports
La principale voie de communication routière qui traverse le territoire communal est la route départementale D 3 qui passe à 700 mètres au sud-est du village et qui mène, vers le nord-nord-est, à Sainte-Bazeille et, vers le sud-sud-ouest, à Cocumont ; à Sainte-Bazeille, la route départementale D 813, anciennement RN 113 (Bordeaux-Marseille) permet de rejoindre Marmande vers l'est ; le village est traversé par la route départementale D 3e qui conduit vers le sud-est à cette D 3 et vers le sud-ouest à la route départementale D 116 qui mène, vers le nord-ouest, à Meilhan-sur-Garonne et vers le sud-est, à cette D 3 et, au-delà, vers Marcellus.
Les accès à l'autoroute A62 (Bordeaux-Toulouse) les plus proches sont le no 5, dit de Marmande, distant de 12 km par la route vers le sud-est et le no 4, dit de La Réole, distant de 13 km par la route vers l'ouest - sud-ouest.
La gare SNCF la plus proche est celle de Sainte-Bazeille distante de 4 km vers le nord-nord-est, sur la ligne Bordeaux-Sète du TER Nouvelle-Aquitaine. Sur la même ligne, la gare de Marmande offrant plus de trafic se trouve à 10 km vers l'est.

### Risques majeurs
Le territoire de la commune de Couthures-sur-Garonne est vulnérable à différents aléas naturels : météorologiques (tempête, orage, neige, grand froid, canicule ou sécheresse), inondations, mouvements de terrains et séisme (sismicité très faible). Il est également exposé à un risque technologique, la rupture d'un barrage. Un site publié par le BRGM permet d'évaluer simplement et rapidement les risques d'un bien localisé soit par son adresse soit par le numéro de sa parcelle.

#### Risques naturels
La commune fait partie du territoire à risques importants d'inondation (TRI) de Tonneins et Marmande, regroupant 19 communes concernées par un risque de débordement de la Garonne, un des 18 TRI qui ont été arrêtés fin 2012 sur le bassin Adour-Garonne. Les événements antérieurs à 2014 les plus significatifs sont les crues de 1770, 1875, 1930 et 1952. Des cartes des surfaces inondables ont été établies pour trois scénarios : fréquent (crue de temps de retour de 10 ans à 30 ans), moyen (temps de retour de 100 ans à 300 ans) et extrême (temps de retour de l'ordre de 1 000 ans, qui met en défaut tout système de protection). La commune a été reconnue en état de catastrophe naturelle au titre des dommages causés par les inondations et coulées de boue survenues en 1982, 1983, 1994, 1999, 2009, 2018, 2019 et 2021,.
Les mouvements de terrains susceptibles de se produire sur la commune sont des glissements de terrain.

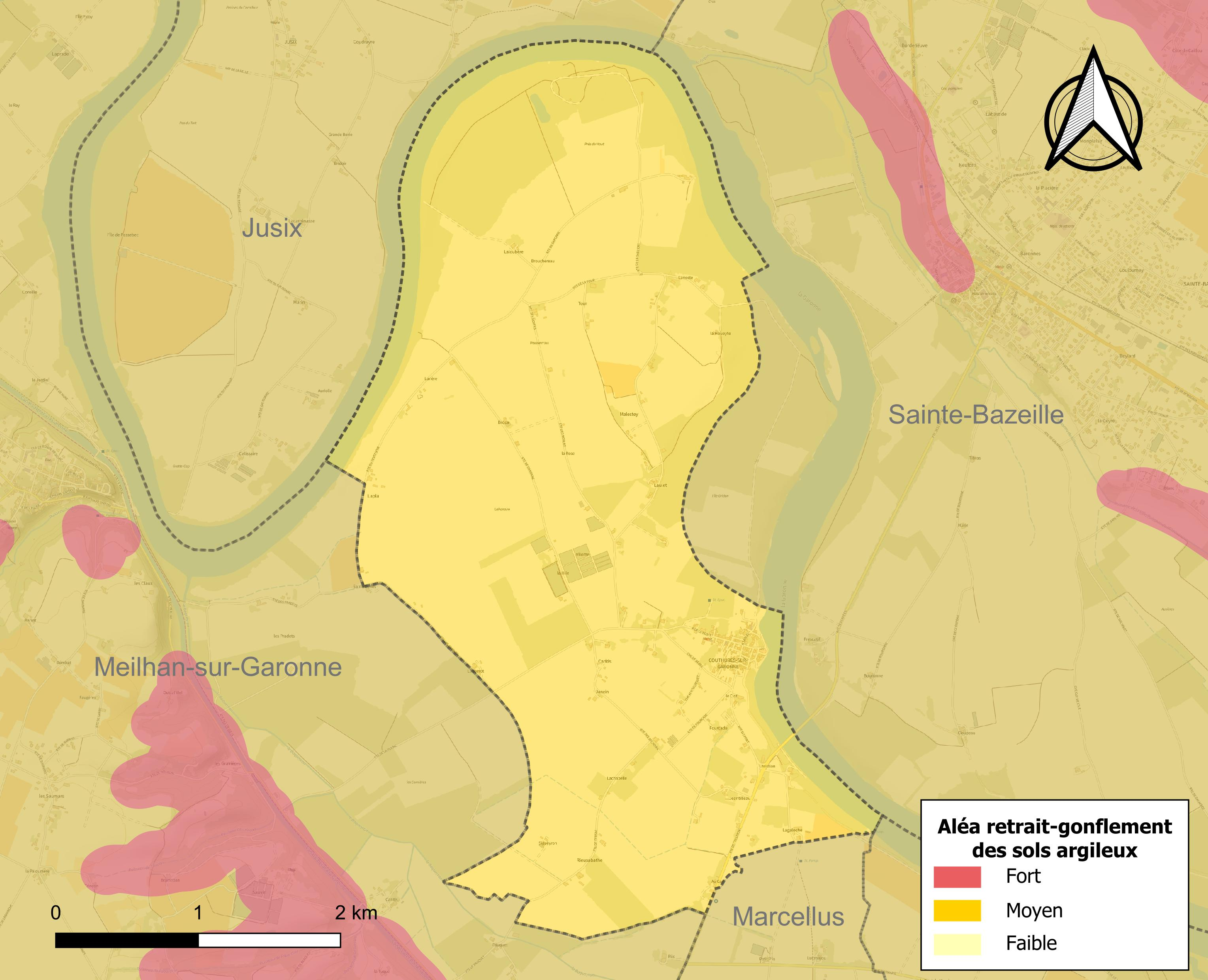
Carte des zones d'aléa retrait-gonflement des sols argileux de Couthures-sur-Garonne.

Le retrait-gonflement des sols argileux est susceptible d'engendrer des dommages importants aux bâtiments en cas d’alternance de périodes de sécheresse et de pluie. La totalité de la commune est en aléa moyen ou fort (91,8 % au niveau départemental et 48,5 % au niveau national). Depuis le 1er octobre 2020, en application de la loi ELAN, différentes contraintes s'imposent aux vendeurs, maîtres d'ouvrages ou constructeurs de biens situés dans une zone classée en aléa moyen ou fort,.
Concernant les mouvements de terrains, la commune a été reconnue en état de catastrophe naturelle au titre des dommages causés par des mouvements de terrain en 1999.

#### Risque technologique
La commune est en outre située en aval des barrages de Grandval dans le Cantal et de Sarrans en Aveyron, des ouvrages de classe A. À ce titre elle est susceptible d’être touchée par l’onde de submersion consécutive à la rupture de cet ouvrage.

## Toponymie
Le nom de « Couthures » trouve son origine dans le latin cultura signifiant « culture » ou « labeur » et fait référence aux travaux de la terre.
Le nom de la commune est Coturas sus Garona en gascon.
Les habitants sont appelés les Couthurains.

## Histoire
Le village fut très endommagé par la crue de la Garonne en mars 1930, entraînée par celle du Tarn.

## Politique et administration
| Période                                  | Période   | Identité              | Étiquette | Qualité               |
| ---------------------------------------- | --------- | --------------------- | --------- | --------------------- |
| Les données manquantes sont à compléter. |           |                       |           |                       |
| 1792                                     | 1798      | André Vigouroux       |           |                       |
| 1798                                     | 1802      | François Vigouroux    |           |                       |
| 1802                                     | 1816      | Jean Saint Martin     |           |                       |
| 1816                                     | 1826      | François Vigouroux    |           |                       |
| 1826                                     | 1827      | François Argilas      |           |                       |
| 1827                                     | 1830      | Jean Gajac Lassion    |           |                       |
| 1830                                     | 1848      | Etienne Marrot        |           |                       |
| 1848                                     | 1848      | Jean-Batiste Gautier  |           |                       |
| 1848                                     | 1853      | Etienne Marrot        |           |                       |
| 1853                                     | 1857      | Pierre-Adolfe Marrot  |           |                       |
| 1857                                     | 1865      | Jean-Batiste Pauly    |           |                       |
| 1865                                     | 1870      | Bernard-Aine Marrot   |           |                       |
| 1870                                     | 1874      | Jean-Batiste Gautier  |           |                       |
| 1874                                     | 1878      | Cyrille Bordes        |           |                       |
| 1878                                     | 1881      | Jean-Batiste Gautier  |           |                       |
| 1881                                     | 1884      | Jean Courges          |           |                       |
| 1884                                     | 1900      | François Gajac        |           |                       |
| 1900                                     | 1919      | Jacques-Camille Camps |           |                       |
| 1919                                     | 1935      | Joseph Constants      |           |                       |
| 1935                                     | 1941      | Jean Dubourg          |           |                       |
| 1941                                     | 1944      | Jean Duceaux          |           |                       |
| 1944                                     | 1947      | André Constans        |           |                       |
| 1947                                     | mars 1959 | Paul Laurans          | Radical   | Conseiller général    |
| mars 1959                                | 1960      | André Constans        |           |                       |
| 1960                                     | juin 1995 | Jean Constans         |           |                       |
| juin 1995                                | mars 2008 | Pierre Constans       |           | Charpentier retraité  |
| mars 2008                                | En cours  | Jean-Michel Moreau    |           | Plombier-chauffagiste |

## Population et société

### Démographie
| 1793 | 1800 | 1806  | 1821  | 1831  | 1836  | 1841  | 1846  | 1851  |
| ---- | ---- | ----- | ----- | ----- | ----- | ----- | ----- | ----- |
| 916  | 919  | 1 101 | 1 036 | 1 289 | 1 351 | 1 391 | 1 428 | 1 353 |

| 1856  | 1861  | 1866  | 1872  | 1876  | 1881  | 1886  | 1891 | 1896 |
| ----- | ----- | ----- | ----- | ----- | ----- | ----- | ---- | ---- |
| 1 294 | 1 243 | 1 295 | 1 207 | 1 156 | 1 106 | 1 084 | 977  | 910  |

| 1901 | 1906 | 1911 | 1921 | 1926 | 1931 | 1936 | 1946 | 1954 |
| ---- | ---- | ---- | ---- | ---- | ---- | ---- | ---- | ---- |
| 823  | 812  | 792  | 637  | 666  | 612  | 617  | 616  | 618  |

| 1962 | 1968 | 1975 | 1982 | 1990 | 1999 | 2005 | 2006 | 2010 |
| ---- | ---- | ---- | ---- | ---- | ---- | ---- | ---- | ---- |
| 564  | 536  | 504  | 437  | 427  | 399  | 406  | 408  | 390  |

| 2015 | 2020 | 2022 | - | - | - | - | - | - |
| ---- | ---- | ---- | - | - | - | - | - | - |
| 346  | 371  | 366  | - | - | - | - | - | - |

### Manifestations culturelles et festivités

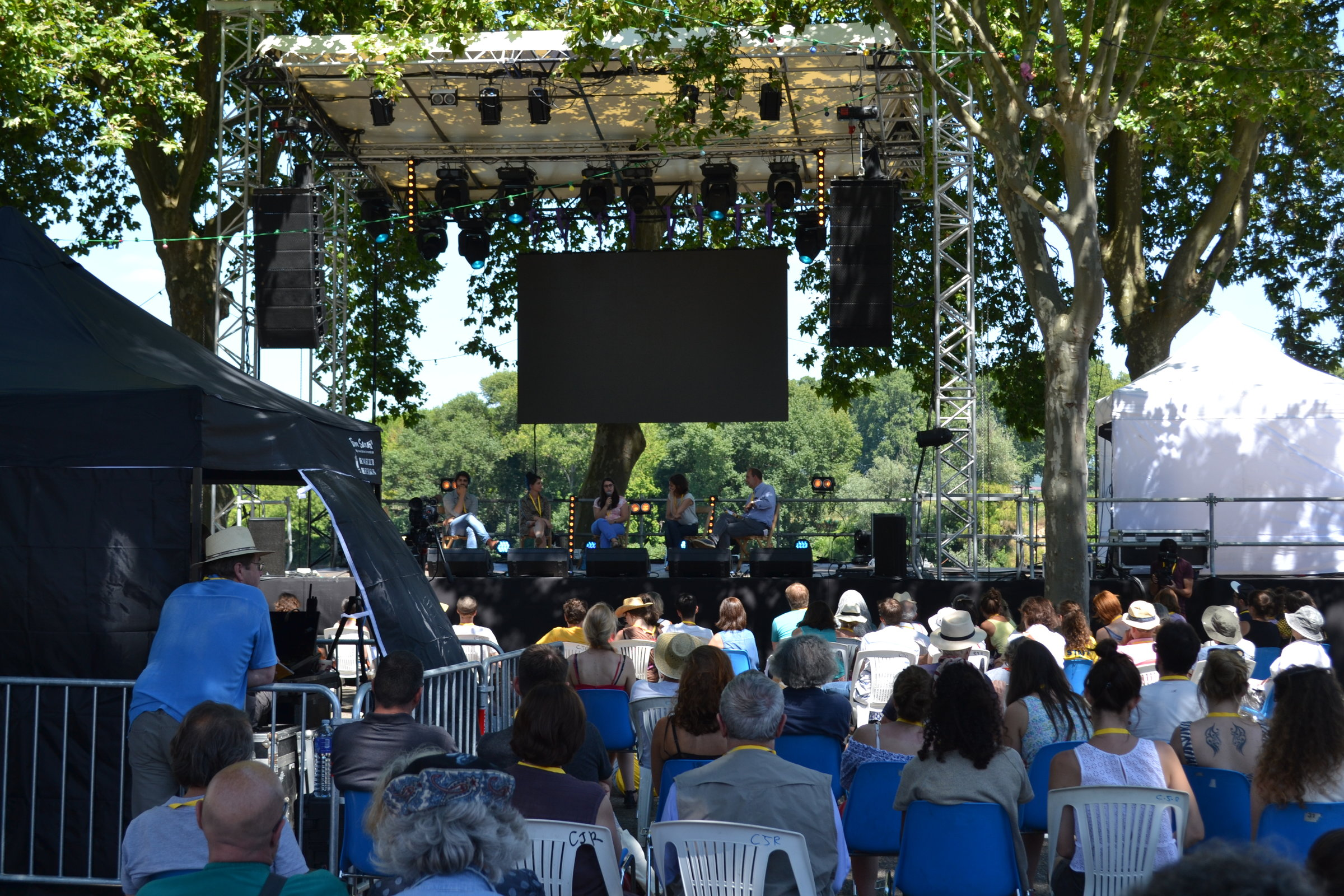
Les Ateliers de Couthures, festival international de journalisme vivant.

- Les Ateliers de Couthures, festival international de journalisme vivant.La Maison des Gens de Garonne[31] — environ 15 000 visiteurs par an — est un site de découverte de la Garonne et propose plusieurs spectacles :  
  - Ciné-spectacle « Gens de Garonne, quelle histoire ! » : histoire inspirée de faits réels, réalisée à partir de témoignages des gens du village et tournée avec eux.
  - Ciné 3D « Si Garonne m'était contée » : Un film sur l'écosystème du fleuve.
  - Maquette animée du village « Alerte à la crue », qui modélise une crue dans le village.
  - Chasse au trésor interactive « Les secrets de Garonne », qui explique les mouvements du fleuve à travers les siècles derniers.
  - Sentier de découverte du village.
  - Circuit de randonnée à proximité.
  - En saison estivale : balades en bateau commentées par les sauveteurs bénévoles du village, exposition dans l'ancienne corderie, etc.
- Découverte de la flore de Garonne et des plantes sauvages comestibles
- Depuis 2016[32], la cité accueille un festival international de journalisme organisé par un groupe de média au sein duquel les titres du Groupe Le Monde (Le Monde, Télérama, l'Obs, etc.) ont une place essentielle.

## Culture locale et patrimoine

### Lieux et monuments
- L'église paroissiale Saint-Léger, située sur un aplomb à quelque 10 mètres au-dessus du fleuve, est la troisième église du village, la première ayant subi les avanies des crues et la seconde celles du temps ; elle a été construite en style néo-roman entre 1851 et 1863 sur les plans des architectes Gustave Alaux et Eugène Viollet-le-Duc[33]. Elle est inscrite à l'Inventaire général du patrimoine culturel[34].

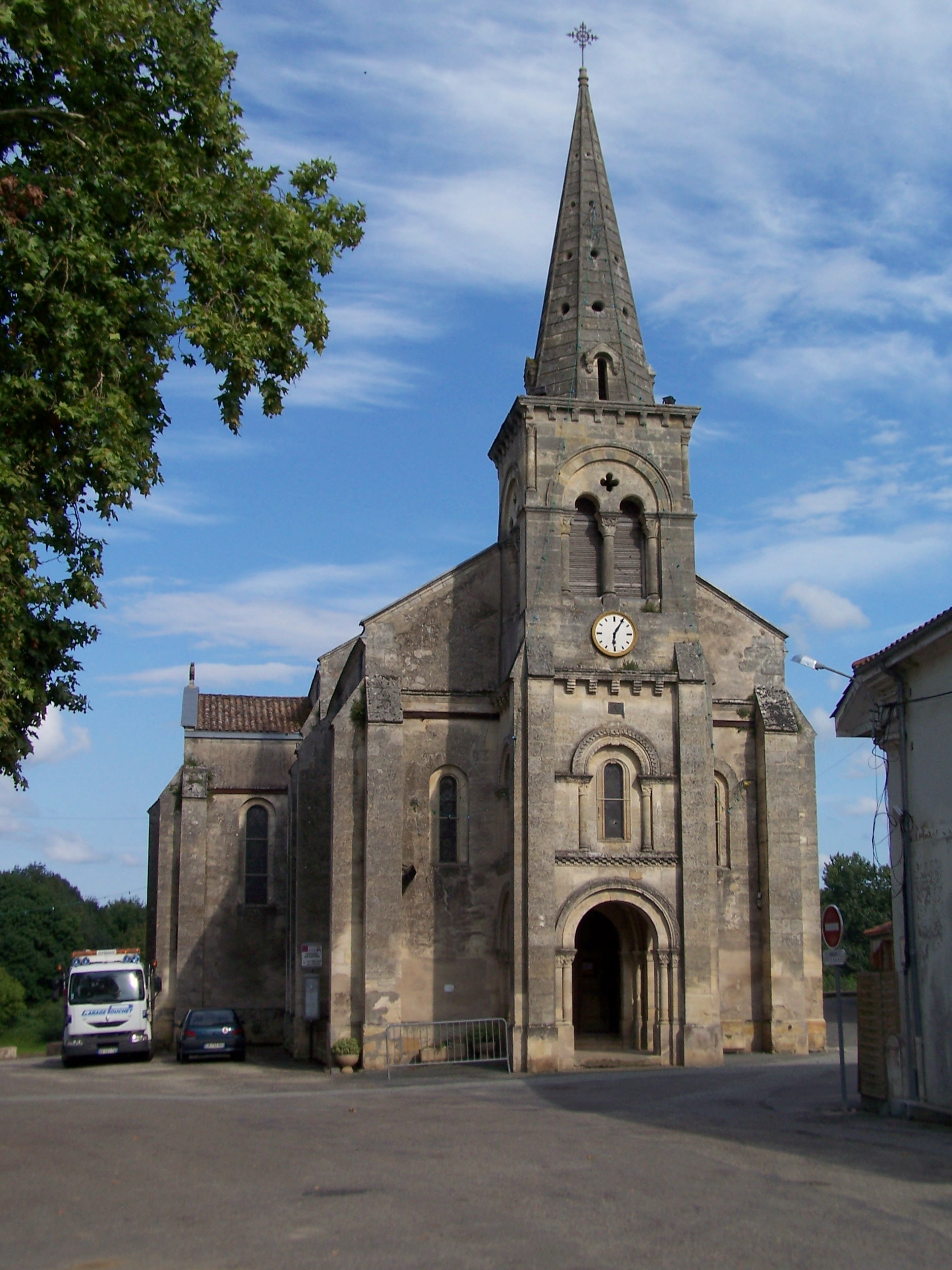
L'église Saint-Léger (août 2014).
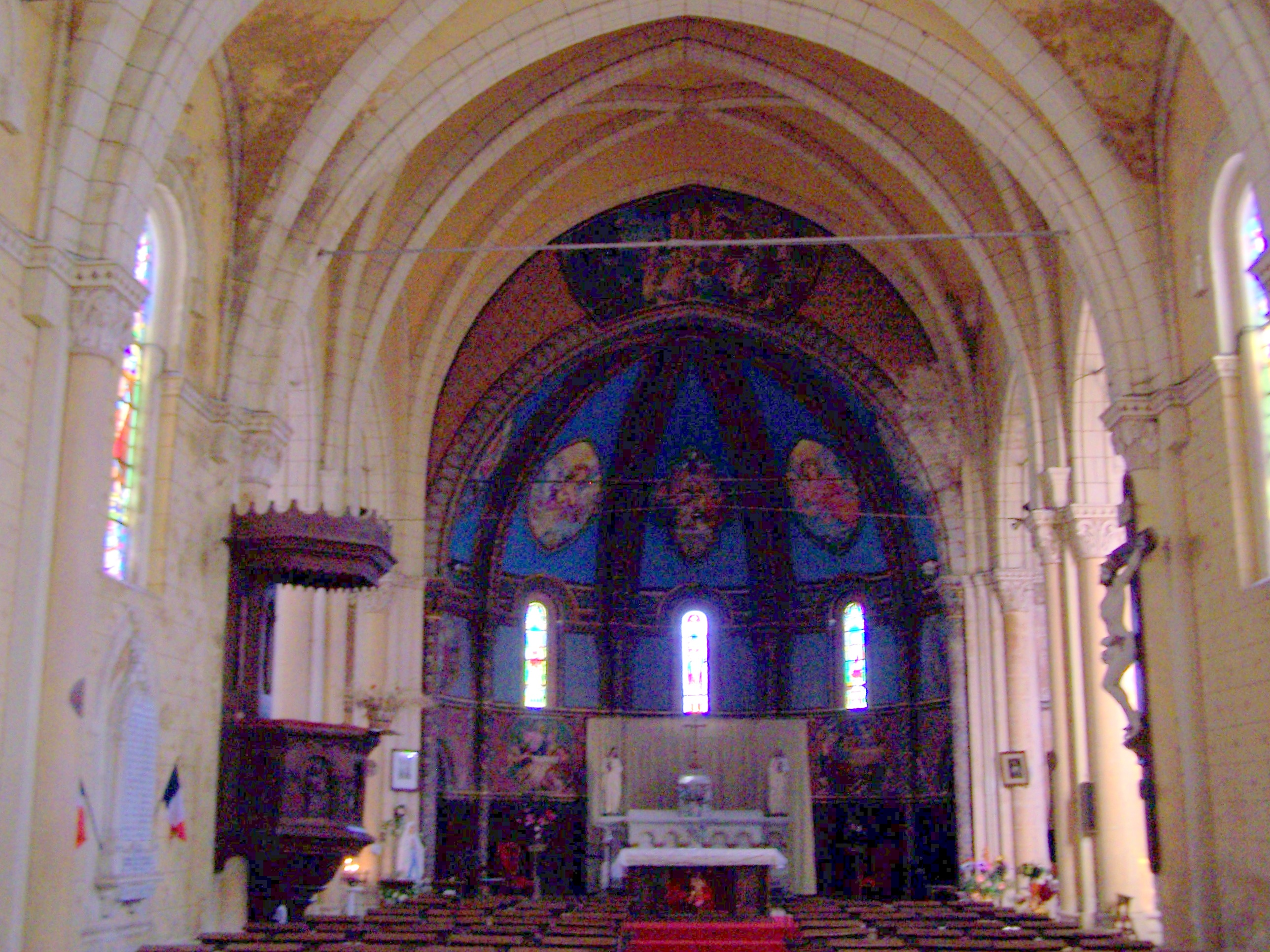
La nef de l'église (août 2014).
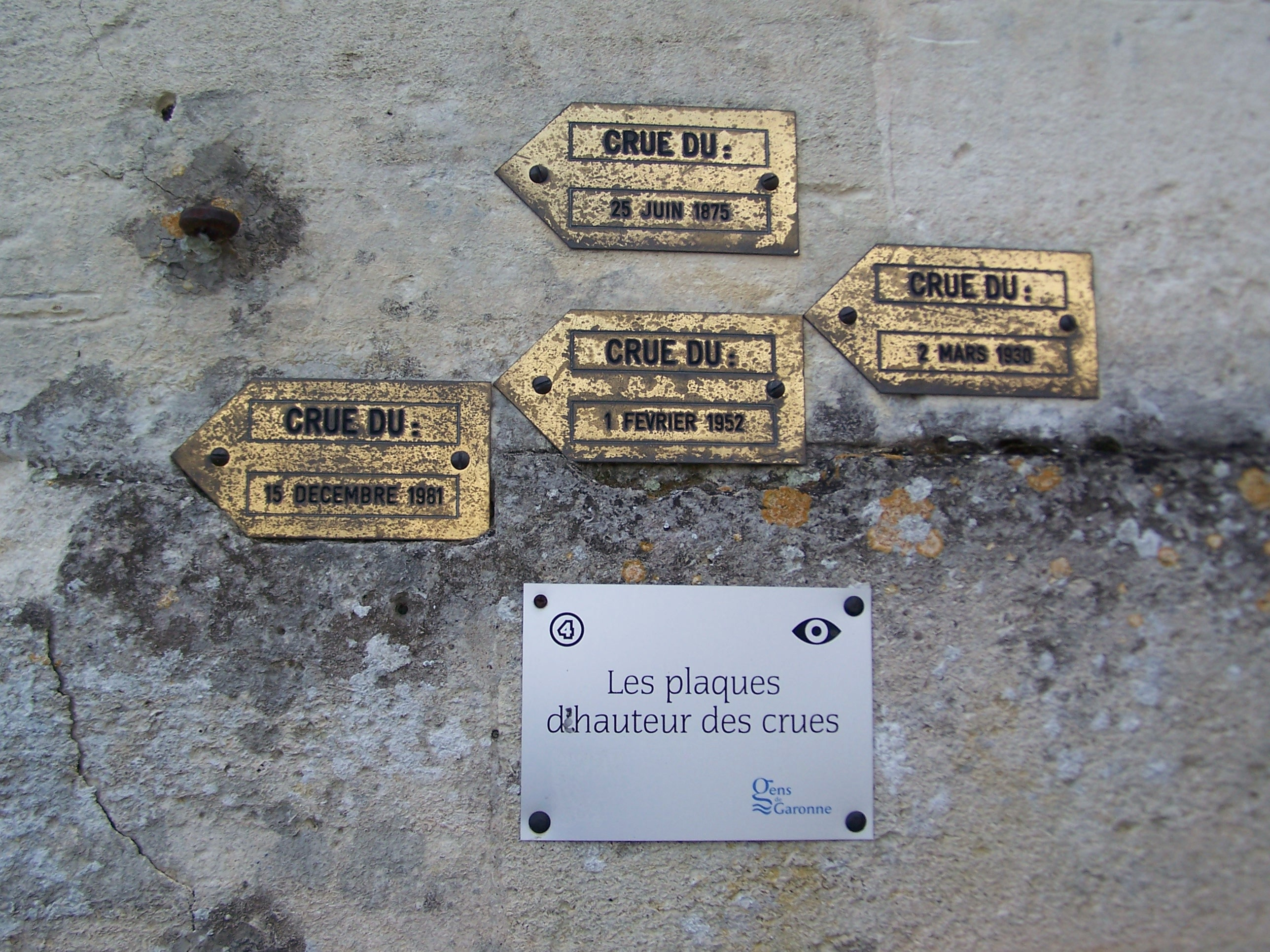
Indications des hauteurs des crues sur le côté de l'église (août 2014).
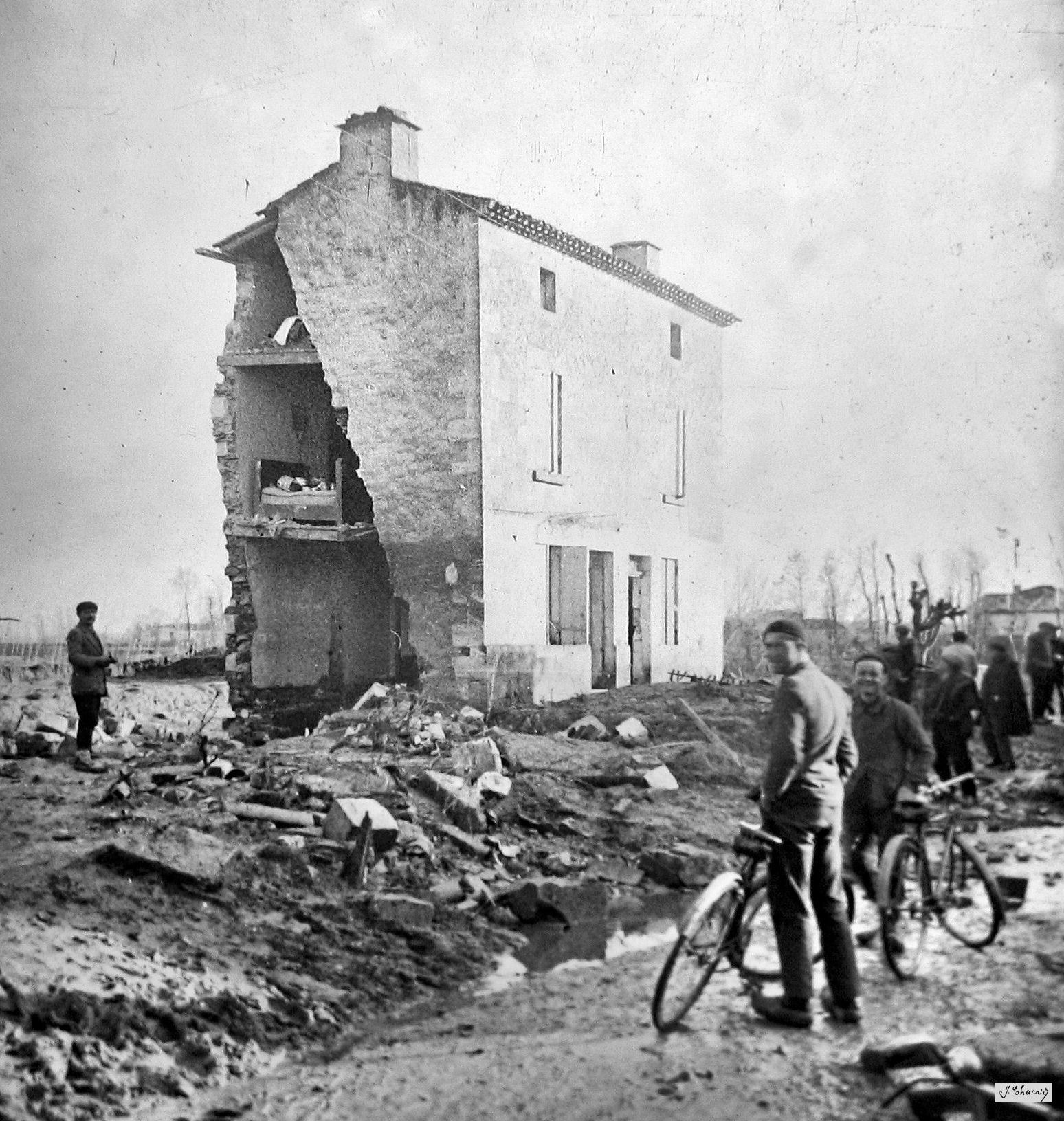
Maison détruite par la crue de 1930.
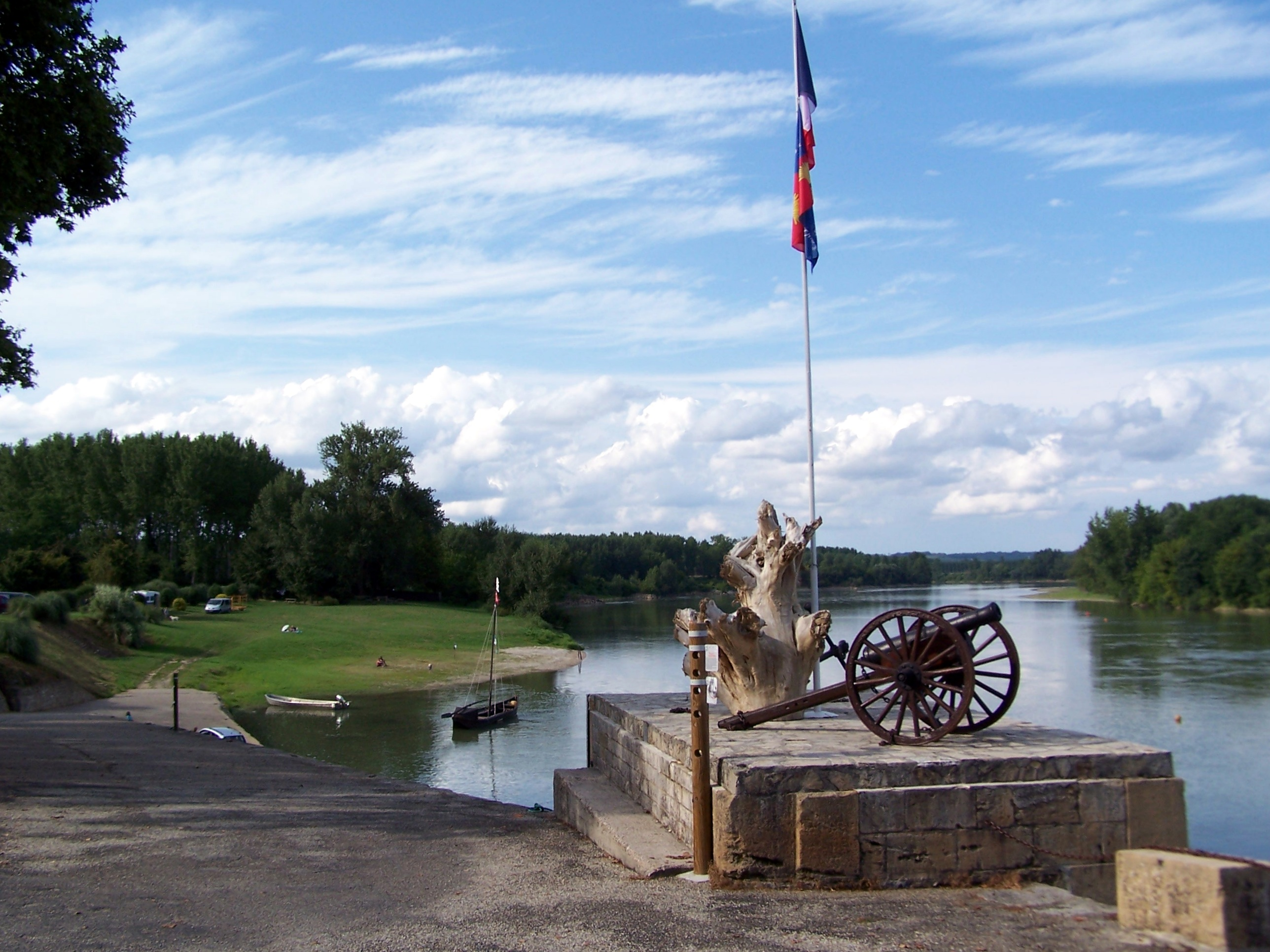
Les bords de Garonne (août 2014).
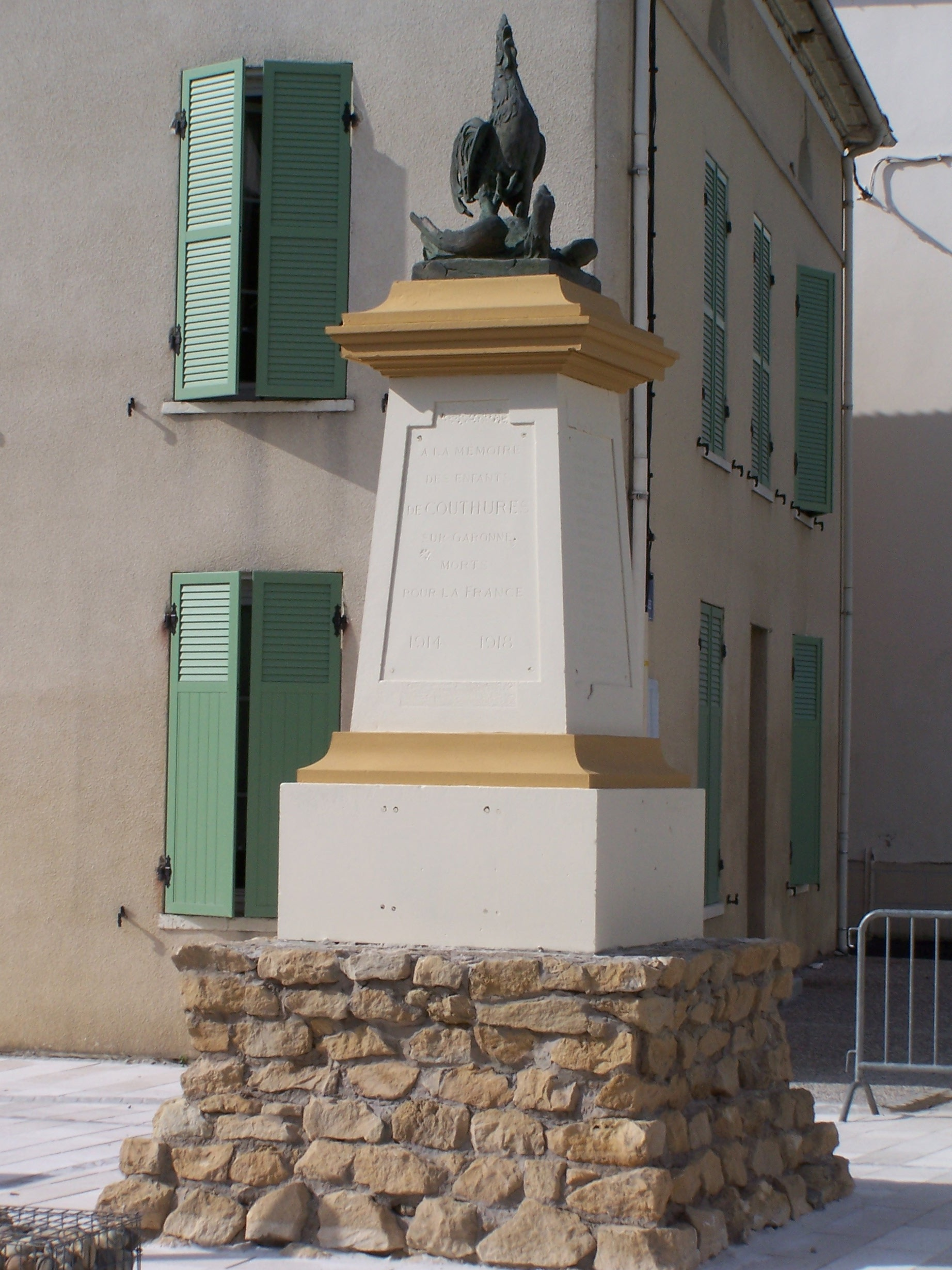
Le monument aux morts, au centre du village (août 2014).

### Personnalités liées à la commune
- Annie Ducaux (1908-1996) a habité dans la commune.